# Les Bouffons (film)
Pour les articles homonymes, voir Bouffon (homonymie).
Pour plus de détails, voir Fiche technique et Distribution.
Les Bouffons (Absolute Giganten) est une comédie dramatique allemande réalisée par Sebastian Schipper, sortie en 1999.

## Fiche technique
Sauf indication contraire, les informations mentionnées dans cette section peuvent être confirmées par la base de données cinématographiques IMDb,  présente dans la section « Liens externes ».
- Titre original : Absolute Giganten
- Titre français : Les Bouffons[1]
- Réalisateur : Sebastian Schipper
- Assistants-réalisateur : Sebastian Fahr-Brix, Volker Sattel
- Scénario : Sebastian Schipper
- Photographie : Frank Griebe
- Montage : Andrew Bird (de)
- Musique : Uwe Kirbach
- Producteurs : Stefan Arndt, Tom Tykwer, Andreas Schreitmüller (de), Vera Kriegeskotte
- Sociétés de production : X-Filme Creative Pool, Norddeutscher Rundfunk, Arte
- Pays de production :  Allemagne
- Langue de tournage : allemand
- Format : Couleur Eastmancolor - 1,85:1 - Son Dolby Surround - 35 mm
- Durée : 80 minutes (1h20)
- Genre : Comédie dramatique
- Dates de sortie :
  - Allemagne : 30 septembre 1999
  - Suisse germanophone : 27 avril 2000
  - France : 24 janvier 2002 (télévision)

## Distribution
- Frank Giering : Floyd
- Florian Lukas : Ricco
- Antoine Monot Jr. : Walter
- Julia Hummer : Telsa
- Jochen Nickel (de) : Snake
- Albert Kitzl (de) : Elvis
- Guido A. Schick (de) : Dulle
- Silvana Bosi : la grand-mère de Walter
- Barbara de Koy (de) : Irmgard
- Michael Sideris (de) : Dieter
- Joshy Peters (de) : le chauffeur
- Hannes Hellmann (de) : Klaus
- Gustav Peter Wöhler (de) : Horst
- Johannes Silberschneider : Hans
- Paula Paul : femme au comptoir disco